# Муторок
Муто̀рок (1970,5 м) е третият по височина връх на Южен Пирин. Намира се на главното планинско било югоизточно от връх Ушите. На юг от него билото рязко се снишава, достигайки местността Койнарето. В североизточна посока се отделя рид, който завършва с връх Високия чукар. На запад склоновете се снижават до дълбоката долина на Койнарската река, а на изток е местността Млаки. Върхът е покрит с канелени почви и е обрасъл с иглолистни гори, предимно бяла мура (Pinus peuce), и клек. Името му се произнася още Мото̀рок и Мото̀рог. Смята се, че то идва от израза маторни гори, т.е. стари, големи гори. Основната изходна точка за изкачване на връх Муторок е местността Попови ливади.